# Scirites pectinatus
Scirites pectinatus là một loài nhện trong họ Linyphiidae.
Loài này thuộc chi Scirites. Scirites pectinatus được James Henry Emerton miêu tả năm 1911.